# Donald Gilchrist
Pour les articles homonymes, voir Gilchrist.
Donald Gilchrist, né le 2 janvier 1922 à Toronto (Ontario) et mort le 14 mars 2017, est un patineur artistique canadien qui participe aux compétitions individuelles et des couples artistiques.

## Biographie

### Carrière sportive
Donald Gilchrist commence à patiner lorsqu'il rejoint le Toronto Skating Club en février 1928. Il devient triple vice-champion du Canada de 1940 à 1942 dans la catégorie individuelle.
Il participe également aux compétitions des couples artistiques avec Eleanor O'Meara en 1940 et Marlene Smith entre 1949 et 1950. Avec sa dernière partenaire, il remporte deux fois le titre national et la médaille d'argent des championnats nord-américains de 1949.
Il patine aussi en quartette (patinage à quatre) ; il obtient deux médailles d'argent aux championnats nord-américains de 1939 et 1941 et trois médailles d'or aux championnats canadiens de 1939, 1941 et 1942.
Sa carrière sportive est contrariée par la Seconde Guerre mondiale. Pendant celle-ci, il sert comme tireur d'élite et capitaine dans le Corps royal de l'intendance de l'Armée canadienne.

### Reconversion
Donald Gilchrist sert comme tireur d'élite et capitaine dans le Corps royal de l'intendance de l'Armée canadienne au cours des années 1940.
Il est diplômé de l'Université de Toronto en 1950.
Il commence à juger les compétitions internationales de patinage en 1951. Il est notamment juge lors des Jeux olympiques d'hiver de 1952 à Oslo, et à plusieurs mondiaux (1952, 1959, 1964, 1967). Il est aussi à plusieurs reprises arbitres de compétitions internationales. Il est également membre suppléant du comité technique de patinage individuel et en couple de l'Union internationale de patinage (ISU) à partir de 1953, membre principal du comité technique (1969-1971, 1973-1980), membre du conseil de l'ISU (1980-1992). Il est intronisé au Temple de la renommée du patinage artistique canadien en 1996.
A côté du patinage, il travaille pour le ministère de la Production de défense du Canada à Washington (de 1952 aux années 1960), comme directeur général du Service des délégués commerciaux (à partir de 1966), comme vice-président de la Corporation commerciale canadienne, comme consul général à Los Angeles (à partir de 1974) et comme ministre-conseiller à l'ambassade aux Pays-Bas (1982-1986).

### Vie privée
Donald Gilchrist épouse Christiane Legier en 1952 avec qui il a trois enfants : Nancy Ann, Donald et Jean.

## Palmarès
En couple artistique, avec deux partenaires :
- Eleanor O'Meara (1 saison : 1940)
- Marlene Smith (2 saisons : 1949-1950)

| Compétitions en individuel                                                 | 1940 | 1941 | 1942 | 1943 | 1944 | 1945 | 1946 | 1947 | 1948 | 1949 | 1950 |  |  |  |  |  |
| Jeux olympiques d'hiver                                                    | JA   |      |      |      | JA   |      |      |      |      |      |      |  |  |  |  |  |
| Championnats du monde                                                      | CA   | CA   | CA   | CA   | CA   | CA   | CA   |      |      |      |      |  |  |  |  |  |
| Championnats d'Amérique du Nord                                            |      | 4e   |      | CA   |      | CA   |      |      |      |      |      |  |  |  |  |  |
| Championnats du Canada                                                     | 2e   | 2e   | 2e   | CA   | CA   |      |      |      |      |      |      |  |  |  |  |  |
|                                                                            |      |      |      |      |      |      |      |      |      |      |      |  |  |  |  |  |
| Compétitions en couple                                                     | 1940 | 1941 | 1942 | 1943 | 1944 | 1945 | 1946 | 1947 | 1948 | 1949 | 1950 |  |  |  |  |  |
| Jeux olympiques d'hiver                                                    | JA   |      |      |      | JA   |      |      |      |      |      |      |  |  |  |  |  |
| Championnats du monde                                                      | CA   | CA   | CA   | CA   | CA   | CA   | CA   |      |      |      | 7e   |  |  |  |  |  |
| Championnats d'Amérique du Nord                                            |      |      |      | CA   |      | CA   |      |      |      | 2e   |      |  |  |  |  |  |
| Championnats du Canada                                                     | 3e   |      |      | CA   | CA   |      |      |      |      | 1er  | 1er  |  |  |  |  |  |
| Légende : JA = Jeux olympiques d'hiver annulés ; CA = Championnats annulés |      |      |      |      |      |      |      |      |      |      |      |  |  |  |  |  |